# Betty Daussmond
Marguerite Anne Bettina Doneau dite Betty Daussmond, née le 29 juillet 1883 à Beaumont-sur-Sarthe et morte le 25 septembre 1957 dans le 17e arrondissement de Paris est une actrice française de théâtre et de cinéma.

## Biographie
Fille de Pierre Auguste Doneau, employé des chemins de fer, et de Marie Augustine Feuillâtre, sans profession, mariés à Château-Renault le 3 août 1874, Marguerite Doneau manifeste dès son enfance son désir de monter sur les planches. Ses parents se séparent officiellement le 23 mai 1901. Elle commence sa carrière d'actrice dès 1908 à 25 ans et jouera autant au cinéma qu'au théâtre ; elle posera également comme mannequin pour de célèbres couturiers. Elle interprète plusieurs rôles pour son ami Sacha Guitry : en 1921, elle apparaît dans le drame intitulé "Jacqueline" au Théâtre Édouard-VII aux côtés d'Yvonne Printemps et de Lucien Guitry. On la voit aussi en 1927 dans Désiré, où Arletty jouera plus tard, ainsi que dans Le Nouveau Testament en 1934, repris au cinéma en 1936. Elle est demandée par les plus grands auteurs et metteurs en scène : Marcel Pagnol, Colette, Jean Anouilh, Marc Allégret…
Son père décède le 30 août 1911 à Amboise. Vers 1914, elle s'installe à Paris au 36, avenue Bugeaud dans le 16e arrondissement. Elle acquiert le 25 janvier de la même année une résidence secondaire en Touraine, à Nazelles, où elle vient se reposer de ses tournées et où sa mère demeurera jusqu'à son décès le 17 juillet 1924. Sans doute pour des raisons financières, elle revendra alors cette propriété, qu'elle a baptisée "Clos de la Cisse", le 23 mars 1925. Elle conservera toujours son attachement à la Touraine mais désormais elle louera l'été une maison à Rochecorbon, appartenant à Maurice Laurentin, père de Ménie Grégoire (qui viendra l'habiter plus tard) et dénommée "Le Point du Jour". Un journaliste de La Rampe, article « Quel toupet » du 1er novembre 1917, évoque l'adoption par Betty Daussmond d'une petite fille qu'elle aurait fait élever au couvent d'Amboise.
En 1936, elle réside dans un appartement au 108, boulevard Suchet dans le 16e arrondissement de Paris. A l'automne de cette même année, elle achète une maison modeste en viager à Larçay dont la propriétaire ne décèdera qu'en 1956, soit un an avant la mort de Betty Daussmond.
Durant la Seconde Guerre mondiale, elle vient se réfugier à Rochecorbon où elle reçoit beaucoup ses amis comédiens. En 1945, Jean Cocteau recherche un endroit propice pour son tournage de La Belle et la Bête avec Jean Marais, Josette Day, et Mila Parély,  guidé par son frère Paul Cocteau qui habite en Touraine ou bien par Betty Daussmond, retient le Moulin de Touvoie à Rochecorbon.
Betty Daussmond mène sa carrière sur les planches jusqu'à un âge avancé. Célibataire, elle décède à Paris dans le 17ème arrondissement au 60 rue Nollet le 25 septembre 1957. Elle est inhumée au cimetière des Ursulines d'Amboise.

## Carrière au théâtre
- 1908 : Un coup de foudre, comédie-vaudeville en 3 actes de Léon Xanrof, au Théâtre des Folies-Dramatiques (16 avril)[N 1],[16] : Fanny Poupin
- 1909 : La Revanche d'Ève de Antony Mars et Alphonse de Beil, au Théâtre du Palais-Royal (17 novembre)[N 2] : Delphine Fleurette
- 1910 : L'Éprouvette, vaudeville en 3 actes de Henri Kéroul et Albert Barré, au Théâtre du Palais-Royal (21 janvier) : Colette
- 1910 : Halley... bonne, fantaisie-revue en 1 acte de Michel Carré, au théâtre Michel de Paris (juin) : la femme de chambre
- 1910 : Le Feu du voisin, comédie en 2 actes de Francis de Croisset, au théâtre Michel (8 novembre)
- 1911 : Tu peux l'dire !, revue en 2 actes et 17 tableaux de Paul Ardot et Albert Laroche, à la Cigale (22 janvier)
- 1911 : Les Marionnettes, comédie de Pierre Wolff, au Théâtre Michel (Saint-Pétersbourg) (6 octobre)
- 1912 : Perdreau, pièce en 2 actes de Robert Dieudonné, à la Comédie-Royale (22 mai)[17]
- 1912 : Le Dindon, pièce en 3 actes de Georges Feydeau, au théâtre du Vaudeville (17 juin) : Lucienne Vatelin
- 1913 : Le Bonheur, Mesdames !, comédie musicale en 4 actes de Francis de Croisset et Albert Willemetz, musique d'Henri Christiné, au théâtre des Variétés (2 septembre) : Fernande des Arromanches
- 1914 : Je ne trompe pas mon mari !, pièce en 3 actes de Georges Feydeau et René Peter, au théâtre de l'Athénée (17 février) : Bichon et Blanche de Jouy
- 1917 : La Dame du cinéma, comédie-vaudeville en 3 actes de Marcel Nancey et Jean Rioux, au théâtre de l'Athénée (17 mai) : Francine Fonsegrives
- 1919 : Le Vengeur, pièce en 1 acte de Fernand Nozière, au théâtre Michel (décembre)
- 1920 : La Danseuse éperdue, comédie en 3 actes de René Fauchois, au théâtre des Mathurins (4 février) : Yanoula
- 1921 : Jacqueline, pièce en 3 actes de Sacha Guitry d'après Henri Duvernois, au Théâtre Édouard VII (5 novembre) : Madame Villeroy
- 1922 : Une petite main qui se place, comédie en 3 actes et un épilogue de Sacha Guitry, au théâtre Édouard VII (4 mai) : Madeleine Dorignac
- 1923 : Les Vignes du Seigneur, comédie en 3 actes de Robert de Flers et Francis de Croisset, au Théâtre du Gymnase (16 janvier) : Gisèle Bourgeon
- 1924 : Le Maître Coq, comédie en 3 actes de Lucien Besnard, au théâtre Édouard VII (25 avril) : Georgette
- 1924 : Le Singe qui parle, comédie en 3 actes de René Fauchois, mise en scène de  René Rocher, à la Comédie Caumartin (9 octobre) : Nelly Goldsmith
- 1924 : La Guitare et le Jazz-band, comédie en 4 actes d'Henri Duvernois et Robert Dieudonné, au Théâtre des Nouveautés (22 septembre) : Martine
- 1925 : Le Coup de deux, comédie en 3 actes de Robert Dieudonné et Henri Géroule, au théâtre de la Potinière (10 mars) : Nady de Breteuil[18]
- 1927 : Désiré, comédie en 3 actes de Sacha Guitry, au Théâtre Édouard VII (27 avril) : Madeleine Capricheu
- 1929 : Topaze de Marcel Pagnol, tournée Karsenty, Suzy Courtois
- 1930 : Fleurs de luxe, comédie en 3 actes de Marcel Gerbidon et Paul Armont, mise en scène de Jacques Baumer, au théâtre Daunou (27 février) puis en tournée : Laure Morancey
- 1931 : Balthazar, comédie en 3 actes de Léopold Marchand, au théâtre Apollo (3 mars) : Germaine Philippe[19]
- 1932 : Mademoiselle, comédie en 3 actes de Jacques Deval, mise en scène de Jacques Baumer, au Théâtre Saint-Georges (6 janvier) : Alice Galvoisier
- 1933 : Lundi 8 heures, pièce en 3 actes de George S. Kaufman et Edna Ferber, adaptation française de Jacques Deval, mise en scène de Jacques Baumer, au Théâtre des Ambassadeurs (21 avril) : Lulu Triex
- 1933 : Un homme du Nord, comédie en 4 actes de Charles Méré, mise en scène d'André Brulé, au Théâtre Marigny (24 octobre) : Tonia Ghersi
- 1934 : Le Nouveau Testament, comédie en 4 actes de Sacha Guitry, mise en scène de l'auteur, au Théâtre de la Madeleine (3 octobre) : Lucie Marcelin
- 1937 : Baignoire "B", pièce en 2 actes et 6 tableaux de Maurice Diamant-Berger, mise en scène Jean Wall, au Théâtre Marigny (10 mai) : Héloïse Sémiane
- 1940 : La Familiale, comédie en 3 actes de Jean de Létraz, mise en scène de Robert Clermont, au Théâtre de la Michodière (9 février) : Charlotte
- 1941 : Vingt-cinq ans de bonheur, comédie en 3 actes de Germaine Lefrancq, mise en scène de Jacques Baumer, au théâtre Michel (12 octobre) : Madame Castille
- 1943 : Ce soir, je suis garçon !, pièce en 3 actes et 6 tableaux d'Yves Mirande et André Mouëzy-Éon, mise en scène de Jacques Baumer, au théâtre Antoine (5 novembre) : la Duchesse
- 1947 : L'Invitation au château, comédie en 5 actes de Jean Anouilh, mise en scène d'André Barsacq, au Théâtre de l'Atelier (5 novembre) : Madame Desmermortes. Reprise le 23 février 1949, même théâtre, même rôle.
- 1949 : Chéri, pièce en 3 actes et 4 tableaux de Colette et Léopold Marchand d'après le roman de Colette, mise en scène de Jean Wall, au Théâtre de la Madeleine (27 octobre) : Madame Peloux
- 1950 : Dieu le savait !, ou la Vie n'est pas sérieuse, pièce en 3 actes d'Armand Salacrou, mise en scène de Jean Mercure, au théâtre Saint-Georges (2 décembre) : Mathilde
- 1952 : Le Père de Mademoiselle, pièce de Roger Ferdinand, mise en scène de Fernand Ledoux, au théâtre des Variétés (8 mai)
- 1953 : L'Invitation au château, comédie en 5 actes de Jean Anouilh, mise en scène d'André Barsacq, reprise au Théâtre de l'Atelier (octobre) : Mme Desmermortes

## Filmographie partielle
- 1910 : L'Amour et le Temps de Michel Carré : Daphné
- 1910 : Loin des yeux, loin du cœur de Georges Denola : Yveline de Clermont
- 1911 : La Statue / Idylle florentine (réalisateur anonyme) : Luisa Pozzi
- 1912 : La Dame de chez Maxim's de Émile Chautard : la môme Crevette
- 1914 : Les Filles rivales de Daniel Riche : Marthe
- 1917 : Rigadin, sa femme et l'autre de Georges Monca : Madame Rigadin
- 1918 : Chez la modiste / Rigadin chez la modiste, de Georges Monca : la modiste
- 1932 : Une faible femme de Max de Vaucorbeil : Madame Benoit-Lenger
- 1932 : Il a été perdu une mariée de Léo Joannon : Marguerite Barbotteux
- 1933 : Tour pour l'amour de Joe May et Henri-Georges Clouzot : la tante
- 1934 : Poliche de Abel Gance : Augustine
- 1934 : Trois de la marine de Charles Barrois : Madame Delescoubes
- 1935 : Une fille à papa de René Guissart : la comtesse Augustine de Lurand
- 1936 : Mon père avait raison de Sacha Guitry : Germaine Bellanger
- 1936 : Le Nouveau Testament de Sacha Guitry et Alexandre Ryder : Lucie Marcelin
- 1937 : La Dame de Malacca de Marc Allégret : Lady Muriel Lyndstone
- 1938 : Noix de coco de Jean Boyer : Angèle
- 1948 : Pattes blanches de Jean Grémillon : la tante de Julien de Keriadec
- 1952 : Trois femmes d'André Michel : tante Charlotte
- 1952 : Un trésor de femme de Jean Stelli : la grand-mère